# Манастири Епархије врањске
Манастири Епархије врањске су део богате баштине Српског народа Јужне и источне Србији која се судбински везала за духовну, културну и просветну делатност и национално биће српског становништва ових области. Делећи судбину народа који их је градио, манастири изграђени на простору Јужне и источне Србије некада су се уздизали до божански лепог, или, пак, били рушени и спаљаивани, од бројних освајача овог дела Балкана. Њихови сачувани остаци и даље зраче божанском светлошћу која је окупљала народ да слави Бога и скупља снагу да опстане и манастире обнови, и тако у круг.
Обнављајући многе старе светиње народ овог подручја Србије сачувао је византијске тековине Хришћанства зачетог на овом простору и православне законе и српску духовност. Зато, је сам чин упознавања са овим манастирима једнако важан за обнову порушених и изградњу нових на простору Јужне и источне Србије.

## Значај
Споменичко наслеђе са простора Јужне и источне Србије заузима значајно место у културној ризници Србије и Балкана. На територији која је у надлежности Епархије врањске и Завода за заштиту споменика културе Ниш налази се 8 општина (Босилеград, Бујановац, Владичин Хан, Врање, Врањска Бања, Прешево, Сурдулица, Трговиште) са 8 градских и 355 сеоских насеља.
У регистар споменика културе и евиденцију нишког Завода, уписана су четири манастира која су категорисана у споменике културе од изузетног значаја, док су остали манастири проглашени за споменике културе од великог значаја.

## Списак манастира
| Списак манастира Епархије врањске |                                |                 |                        |                                                                                           |
| Слика                             | Назив манастира                | Локација        | Подигнута              | Напомена                                                                                  |
|                                   | Прохор Пчињски                 | Прохор Пчињски  | 11. век                |                                                                                           |
|                                   | Светог Стефана                 | Горње Жапско    | Средњи век - непознато | Манастирска црква саграђена је на темељима старе, средњовековне цркве а обновљен је 1843. |
|                                   | Светих апостола Петра и Павла  | Дубница (Врање) | 11. век                | Први пут се спомиње у турском попису из 1576/1577.                                        |
|                                   | Ваведења Пресвете Богородице   | Паља            | 13. век                |                                                                                           |
|                                   | Светог Пантелејмона            | Лепчинце        | 14. век                |                                                                                           |
|                                   | Светог оца Николаја            | Врање           | Средњи век - непознато |                                                                                           |
|                                   | Светог пророка Илије           | Кацапун         | 13. век                | Манастир се налазио на путу за Хиландар, тако да су га изградили Свети Немањићи.          |
|                                   | Светог пророка Илије           | Бресница        | 1896                   | Манастир је без братства                                                                  |
|                                   | Светих апостола Петра и Павла  | Милевци         | 18. век                |                                                                                           |
|                                   | Светог великомученика Георгија | Ораовица        | 14. век                |                                                                                           |
|                                   | Светог архангела Гаврила       | Лопардинце      | 16. век                |                                                                                           |
|                                   | Светог Симеона Столпника       | Содерце         | 13. век                |                                                                                           |